# Liste der Bodendenkmäler in Igensdorf
Auf dieser Seite sind die Bodendenkmäler in dem oberfränkischen Markt Igensdorf zusammengestellt. Diese Tabelle ist eine Teilliste der Liste der Bodendenkmäler in Bayern. Grundlage ist die Bayerische Denkmalliste, die auf Basis des Bayerischen Denkmalschutzgesetzes vom 1. Oktober 1973 erstmals erstellt wurde und seither durch das Bayerische Landesamt für Denkmalpflege geführt wird. Die folgenden Angaben ersetzen nicht die rechtsverbindliche Auskunft der Denkmalschutzbehörde.

## Bodendenkmäler in Igensdorf
| Lage       | Objekt | Akten-Nr.     | Bild |
| ---------- | --- | ------------- | ---- |
| (Standort) | Bestattungsplatz mit Grabhügeln vorgeschichtlicher Zeitstellung mit Bestattungen der Hallstattzeit und der frühen Latènezeit. | D-4-6333-0044 |      |
| (Standort) | Verebnetes Grabhügelfeld vorgeschichtlicher Zeitstellung. | D-4-6333-0045 |      |
| (Standort) | Höhensiedlung vorgeschichtlicher Zeitstellung und mittelalterlicher Burgstall „Hainburg“. | D-4-6333-0046 |      |
| (Standort) | Bestattungsplatz mit Grabhügeln vorgeschichtlicher Zeitstellung mit Bestattungen der Hallstattzeit. | D-4-6333-0048 |      |
| (Standort) | Bestattungsplatz mit Grabhügeln vorgeschichtlicher Zeitstellung mit Bestattungen der Hallstattzeit. | D-4-6333-0049 |      |
| (Standort) | Siedlung der Urnenfelderzeit. | D-4-6333-0051 |      |
| (Standort) | Siedlung vorgeschichtlicher Zeitstellung. | D-4-6333-0052 |      |
| (Standort) | Siedlung vorgeschichtlicher Zeitstellung sowie Verhüttungsplatz vor- und frühgeschichtlicher oder mittelalterlicher Zeitstellung.                                                                                                  | D-4-6333-0053 |      |
| (Standort) | Siedlung der Hallstattzeit. | D-4-6333-0054 |      |
| (Standort) | Siedlung der späten Latènezeit. | D-4-6333-0056 |      |
| (Standort) | Siedlung des Neolithikums, der Urnenfelderzeit und der späten Latènezeit. | D-4-6333-0060 |      |
| (Standort) | Siedlung der Urnenfelderzeit. | D-4-6333-0061 |      |
| (Standort) | Siedlung der Urnenfelderzeit. | D-4-6333-0063 |      |
| (Standort) | Vermutlich Schlagplatz des Paläolithikums und des Mesolithikums. | D-4-6333-0064 |      |
| (Standort) | Siedlung vorgeschichtlicher Zeitstellung. | D-4-6333-0066 |      |
| (Standort) | Siedlung vorgeschichtlicher Zeitstellung und Siedlung der späten Latènezeit. | D-4-6333-0067 |      |
| (Standort) | Vermutlich Freilandstation des Mesolithikums. | D-4-6333-0077 |      |
| (Standort) | Siedlung des Neolithikums und der späten Bronzezeit. | D-4-6333-0078 |      |
| (Standort) | Siedlung der frühen und späten Latènezeit sowie vermutlich spätmittelalterliche Wüstung. | D-4-6333-0079 |      |
| (Standort) | Höhensiedlung der Urnenfelder- und Hallstattzeit, Ringwallanlage der frühen Latènezeit und frühmittelalterlicher Ringwall. | D-4-6333-0085 |      |
| (Standort) | Siedlung vorgeschichtlicher Zeitstellung. | D-4-6333-0090 |      |
| (Standort) | Siedlung der späten Latènezeit. | D-4-6333-0091 |      |
| (Standort) | Siedlung vorgeschichtlicher Zeitstellung. | D-4-6333-0094 |      |
| (Standort) | Siedlung vorgeschichtlicher Zeitstellung. | D-4-6333-0095 |      |
| (Standort) | Siedlung vorgeschichtlicher Zeitstellung. | D-4-6333-0096 |      |
| (Standort) | Siedlung vorgeschichtlicher Zeitstellung. | D-4-6333-0101 |      |
| (Standort) | Siedlung vorgeschichtlicher Zeitstellung. | D-4-6333-0102 |      |
| (Standort) | Siedlung vorgeschichtlicher Zeitstellung. | D-4-6333-0105 |      |
| (Standort) | Siedlung vorgeschichtlicher Zeitstellung. | D-4-6333-0106 |      |
| (Standort) | Siedlung der Hallstattzeit. | D-4-6333-0140 |      |
| (Standort) | Hohlwegfächer vermutlich mittelalterlicher und frühneuzeitlicher Zeitstellung. | D-4-6333-0152 |      |
| (Standort) | Vermutlich Freilandstation des Mesolithikums und Siedlung der frühen Latènezeit. | D-4-6333-0171 |      |
| (Standort) | Untertägige Bauteile der frühneuzeitlichen Pfarrkirche, Fundamente mittelalterlicher Vorgängerbauten sowie vermutlich Körpergräber des Mittelalters und der Neuzeit.                                                               | D-4-6333-0229 |      |
| (Standort) | Verschleiftes Grabhügelfeld der Hallstattzeit. | D-4-6333-0233 |      |
| (Standort) | Vermutlich Schlagplatz des Spätpaläolithikums und Freilandstation des Mesolithikums sowie Siedlung des Neolithikums, der Urnenfelder-, Hallstatt-, Spätlatène- und römischen Kaiserzeit.                                           | D-4-6333-0240 |      |
| (Standort) | Untertägige Bauteile der spätmittelalterlichen bis frühneuzeitlichen Pfarrkirche, Fundamente von Vorgängerbauten, untertägige Teile der frühneuzeitlichen Kirchhofbefestigung sowie Körpergräber des Mittelalters und der Neuzeit. | D-4-6333-0243 |      |
| (Standort) | Siedlung vorgeschichtlicher Zeitstellung. | D-4-6333-0248 |      |
| (Standort) | Archäologische Befunde des Mittelalters und der frühen Neuzeit im Bereich der im Kern spätmittelalterlichen Kath. Pfarrkirche St. Ägidius von Stöckach.                                                                            | D-4-6333-0249 |      |
| (Standort) | Freilandstation des Mesolithikums und Siedlung des Neolithikums, der Hallstatt- sowie der Spätlatènezeit. | D-4-6433-0001 |      |
| (Standort) | Siedlung vorgeschichtlicher Zeitstellung. | D-4-6433-0002 |      |
| (Standort) | Freilandstation des Mesolithikums, Siedlung der späten Hallstatt- und der späten Latènezeit sowie Wüstung des späten Mittelalters.                                                                                                 | D-4-6433-0003 |      |
| (Standort) | Freilandstation des Mesolithikums und Siedlung vorgeschichtlicher Zeitstellung. | D-4-6433-0006 |      |